# Mano (pop)
Mano is een pop in het kinderprogramma Sesamstraat (2003 - 2018).
Mano is gemaakt en bespeeld door Leo Petersen. Mano is de meest geziene handpop van Petersen. Hij is ook langsgekomen in de speciale aflevering Open Huis in Sesamstraat.
Het woord mano is Spaans voor hand.